# Teodor Lubieniecki
Teodor Lubieniecki (Cracovia, 1654-Nowy Korczyn, antes de 1718) fue un pintor y grabador barroco polaco. 

## Biografía
Teodor y su hermano Krzysztof Lubieniecki aprendieron a pintar con Johann Georg Stuhr en Hamburgo. En 1667 viajaron a Ámsterdam, donde Krzysztof fue aprendiz de Adriaen Backer y Teodor de Gerard de Lairesse. Teodor disfrutó del éxito en Ámsterdam y fue visitado y admirado por Cosme III de Médici, gran duque de Toscana que visitó Ámsterdam durante su Gran Tour por el Rin. En 1682, Teodor se mudó a Hannover, donde trabajó para Federico  Guillermo I, elector de Brandeburgo, amante del arte. Su hijo Federico I de Prusia convirtió a Lubieniecki en el primer conservador de la Academia de las Artes de Berlín en 1702. En 1706, Lubieniecki se trasladó a Polonia, donde habría fallecido antes de 1718, fecha en que apareció la obra de Arnold Houbraken, De Groote Schouburgh der Nederlantsche konstschilders en schilderessen, donde se le decía ya muerto.